# Matelea stenosepala
Matelea stenosepala är en oleanderväxtart som beskrevs av Cyrus Longworth Lundell. Matelea stenosepala ingår i släktet Matelea och familjen oleanderväxter. Inga underarter finns listade i Catalogue of Life.